# Raiffeisenbank Regenstauf
Die Raiffeisenbank Regenstauf eG ist eine Genossenschaftsbank mit Sitz in der bayerischen Marktgemeinde Regenstauf im Landkreis Regensburg.  

## Geschichte
Die heutige Raiffeisenbank Regenstauf eG wurde am 6. Februar 1894 in Ramspau gegründet. Sie trat erstmals unter dem Namen Spar- und Darlehenskassenverein Ramspau eG mit unbeschränkter Haftung auf. 
Am 17. Juni 1955 fusionierte die Raiffeisenkasse Ramspau eGmbH mit der Raiffeisenbank Regenstauf-Diesenbach eGmbH zur Raiffeisenbank Regenstauf eGmbH. Es kam am 25. April 1964 zu einer Verschmelzung der neugebildeten Raiffeisenbank Regenstauf eGmbH mit der damaligen Raiffeisenkasse Eitlbrunn eGmbH mit dem Sitz in Eitlbrunn. Weitere Verschmelzungen gab es an folgenden Terminen: am 19. Juni 1968 mit der Raiffeisenkasse Pettendorf eGmbH mit dem Sitz in Pettendorf, am 21. Juni 1968 mit der Raiffeisenbank Hainsacker-Kareth eGmbH (hervorgegangen aus der am 12. Mai 1966 durchgeführten Verschmelzung zwischen der Raiffeisenkasse Kareth eGmbH mit dem Sitz in Kareth mit der Raiffeisenkasse Hainsacker eGmbH mit dem Sitz in Hainsacker). Die letzte Verschmelzung datiert vom 16. Mai 1980 mit der Raiffeisenkasse Bubach am Forst eGmbH mit Sitz in Bubach am Forst.

## Rechtsverhältnisse
Die Raiffeisenbank Regenstauf eG ist im Genossenschaftsregister beim Amtsgericht Regensburg unter GnR 558 eingetragen.

## Organisationsstruktur
Rechtsgrundlagen sind das Genossenschaftsgesetz und die durch die Generalversammlung beschlossene Satzung. Organe der Bank sind der Vorstand, der Aufsichtsrat und die Generalversammlung. Die Generalversammlung besteht aus den Mitgliedern der Bank, welche das höchste Organ einer Genossenschaftsbank darstellen. Mitglied einer Genossenschaftsbank wird man durch den Erwerb von Geschäftsanteilen der Bank.

## Sicherungseinrichtung
Die Raiffeisenbank Regenstauf eG ist neben der gesetzlichen Einlagensicherung der amtlich anerkannten Sicherungseinrichtung des Bundesverbandes der Deutschen Volksbanken und Raiffeisenbanken GmbH und der zusätzlichen freiwilligen Sicherungseinrichtung des Bundesverbandes der Deutschen Volksbanken und Raiffeisenbanken e.V. angeschlossen. Diese Einrichtung betreibt Einlagenschutz, wodurch die Einlagen (Sparbriefe, Spar-, Termin- und Sichteinlagen sowie von angeschlossenen Banken ausgegebene Inhaberschuldverschreibungen und Zertifikate) von Kunden in unbegrenzter Höhe gesichert sind.
Daneben verfolgt die Sicherungseinrichtung des BVR Institutsschutz, d. h. eine angeschlossene Bank, die sich in wirtschaftlichen Schwierigkeiten befindet, wird saniert und mit finanziellen Mitteln versorgt, so dass sie all ihren Verpflichtungen nachkommen kann.

## Geschäftsausrichtung
Die Raiffeisenbank Regenstauf eG betreibt das Universalbankgeschäft. Sie steht zu den genossenschaftlichen Grundwerten. Dies sind an erster Stelle regionale Verbundenheit und die Förderung der Region, ihrer Kunden sowie ihrer Mitglieder. Im Verbundgeschäft arbeitet sie mit der DZ Bank, R+V Versicherung, Bausparkasse Schwäbisch Hall, Teambank, VR Smart Finanz, DZ Hyp und der Union Investment zusammen. Die Verbundpartner sind eigenständige Partnerunternehmen aus dem Finanzdienstleistungsbereich, die die Produkt- und Dienstleistungspalette der Raiffeisenbank Regenstauf eG ergänzen oder erweitern. Darüber hinaus ist die Raiffeisenbank Regenstauf eG dem bundesweiten BankCard ServiceNetz und dem BankCard KontoInfo angeschlossen.

## Geschäftsgebiet
Das Geschäftsgebiet liegt nördlich von Regensburg im Landkreis Regensburg.
An diesen Orten betreibt die Bank Filialen:
- Regenstauf (Hauptstelle, jur. Sitz)
- Kareth (Geschäftsstelle)
- Hainsacker (Geschäftsstelle)
- Steinsberg (Geschäftsstelle)
- Pettendorf (Geschäftsstelle)
- Pielmühle (SB-Geschäftsstelle)